# Joel Corry
Joel Corry (ur. 10 czerwca 1989 w Londynie) – angielski DJ, producent muzyczny oraz personalny trener fitness. Popularność zdobył w 2019 roku wraz z wydaniem swojego singla „Sorry”, w którym wokalistą była Hayley May (nie została ona wymieniona w oficjalnym teledysku). Utwór ten osiągnął szóste miejsce na brytyjskiej liście singli po występie w reality show ITV2 Love Island (brytyjskiej wersji Love Island. Wyspa miłości). W 2020 roku Corry wydał single „Lonely” oraz „Head & Heart”. Drugi utwór, w którym występuje MNEK jako wokalista, przez sześć tygodni zajmował pierwsze miejsce na brytyjskiej liście przebojów; jako jedyny z jego piosenek dostał się także do polskiej listy AirPlay – Top. Corry stwierdził, że był pod wpływem gatunku UK garage, który odegrał „huge role in his development as a DJ and a producer” (pol. ogromną rolę w jego rozwoju jako DJ i producent).

## Życiorys

### Kariera
Corry pojawił się w reality show MTV Ekipa z Newcastle (Geordie Shore), obok ówczesnej dziewczyny Sophie Kasaei do 2013 roku. Stworzył aplikację Joel Corry PT, zajmującą się treningami personalnymi, oraz firmę Most Rated, która produkuje odzież rekreacyjną. Most Rated jest również jego własnym wydawnictwem muzycznym. W 2015 roku wydał swoje debiutanckie single „Back Again” i „Light It Up”. W 2017 roku wydał kolejne utwory: „Just Wanna”, „All the Things”, „All Night”, „Sunlight” i „Feel This Way”. Wydał także single „Hurt”, „All I Need”, „Only You”, „Good As Gold” i „Fallen”, które miały swoją premierę w 2018 roku w Our Culture Mag. W kwietniu 2019 roku wydał piosenkę „Sorry”; w singlu jako wokalista występowała Hayley May. W lipcu 2019 roku piosenka pobiła rekord w kategorii najczęściej odtwarzanych utworów na Shazam w ciągu jednego dnia, zdobywając 41000 wyświetleń. Wystąpił z tym utworem w reality show ITV2 Love Island. Piosenka zadebiutowała na szóstym miejscu na UK Singles Chart.

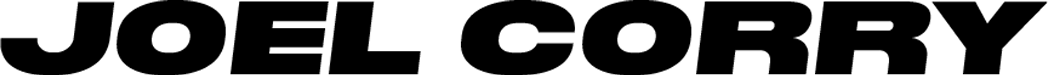
Logo artysty

W lipcu 2020 roku Corry wydał swój pierwszy singiel numer jeden na terenie Wielkiej Brytanii dzięki współpracy z MNEK „Head & Heart”. Utwór ten dostał się także na 3. pozycję polskiej listy przebojów.

## Dyskografia

### Minialbumy
| Rok  | Dane dot. albumu                                                                           |
| ---- | ------------------------------------------------------------------------------------------ |
| 2021 | Four for the Floor - Wydany: 12 czerwca 2021 - Wytwórnia: Atlantic Records - Format: winyl |

### Kompilacje
| Rok  | Dane dot. albumu                                                                                     |
| ---- | --- |
| 2021 | Joel Corry’s Workout - Wydany: 30 lipca 2021 - Wytwórnia: brak - Format: digital download, streaming |

### Single
| Rok                                                       | Tytuł                                                        | Pozycja na liście przebojów | Pozycja na liście przebojów | Pozycja na liście przebojów | Pozycja na liście przebojów | Pozycja na liście przebojów | Pozycja na liście przebojów | Pozycja na liście przebojów | Pozycja na liście przebojów | Pozycja na liście przebojów | Pozycja na liście przebojów | Pozycja na liście przebojów | Certyfikat | Album                |
| Rok                                                       | Tytuł                                                        | AUS                         | GER                         | IRE                         | NLD                         | POL                         | SCO                         | SWE                         | SWI                         | UK                          | UK Dance                    | US Dance/Elec.              | Certyfikat | Album                |
| --------------------------------------------------------- | ------------------------------------------------------------ | --------------------------- | --------------------------- | --------------------------- | --------------------------- | --------------------------- | --------------------------- | --------------------------- | --------------------------- | --------------------------- | --------------------------- | --------------------------- | --- | -------------------- |
| 2015                                                      | „Back Again”                                                 | –                           | –                           | –                           | –                           | –                           | –                           | –                           | –                           | –                           | –                           | –                           | | –                    |
| 2015                                                      | „Light It Up”                                                | –                           | –                           | –                           | –                           | –                           | –                           | –                           | –                           | –                           | –                           | –                           | | –                    |
| 2017                                                      | „Just Wanna”                                                 | –                           | –                           | –                           | –                           | –                           | –                           | –                           | –                           | –                           | –                           | –                           | | –                    |
| 2017                                                      | „All the Things”                                             | –                           | –                           | –                           | –                           | –                           | –                           | –                           | –                           | –                           | –                           | –                           | | –                    |
| 2017                                                      | „All Night”                                                  | –                           | –                           | –                           | –                           | –                           | –                           | –                           | –                           | –                           | –                           | –                           | | –                    |
| 2017                                                      | „Sunlight”                                                   | –                           | –                           | –                           | –                           | –                           | –                           | –                           | –                           | –                           | –                           | –                           | | –                    |
| 2017                                                      | „Feel This Way”                                              | –                           | –                           | –                           | –                           | –                           | –                           | –                           | –                           | –                           | –                           | –                           | | –                    |
| 2018                                                      | „Hurt”                                                       | –                           | –                           | –                           | –                           | –                           | –                           | –                           | –                           | –                           | –                           | –                           | | –                    |
| 2018                                                      | „All I Need”                                                 | –                           | –                           | –                           | –                           | –                           | –                           | –                           | –                           | –                           | –                           | –                           | | –                    |
| 2018                                                      | „Only You”                                                   | –                           | –                           | –                           | –                           | –                           | –                           | –                           | –                           | –                           | –                           | –                           | | –                    |
| 2018                                                      | „Good as Gold” (gościnnie: Hayley May)                       | –                           | –                           | –                           | –                           | –                           | –                           | –                           | –                           | –                           | –                           | –                           | | –                    |
| 2018                                                      | „Fallen” (gościnnie: Hayley May)                             | –                           | –                           | –                           | –                           | –                           | –                           | –                           | –                           | –                           | –                           | –                           | | –                    |
| 2019                                                      | „Sorry”                                                      | 40                          | –                           | 3                           | –                           | –                           | 5                           | –                           | –                           | 6                           | 1                           | 44                          | - AUS: złota płyta - UK: platynowa płyta | Four for the Floor   |
| 2020                                                      | „Lonely”                                                     | –                           | –                           | 3                           | –                           | –                           | 5                           | –                           | –                           | 4                           | 1                           | 23                          | - UK: platynowa płyta - POL: platynowa płyta | Four for the Floor   |
| 2020                                                      | „Head & Heart” (oraz MNEK)                                   | 3                           | 4                           | 1                           | 2                           | 3                           | 1                           | 4                           | 4                           | 1                           | 1                           | 3                           | - AUS: 5× platynowa płyta - AUT: platynowa płyta - BEL: 2× platynowa płyta - BRA: złota płyta - CAN: 2× platynowa płyta - DEN: platynowa płyta - GER: platynowa płyta - ITA: 3× platynowa płyta - NLD: platynowa płyta - NZL: 2× platynowa płyta - NOR: platynowa płyta - POL: 3× platynowa płyta - UK: 3× platynowa płyta - US: platynowa płyta | Four for the Floor   |
| 2021                                                      | „Bed” (oraz David Guetta i Raye)                             | 23                          | 34                          | 3                           | 7                           | 71                          | X                           | 76                          | 43                          | 3                           | 1                           | 7                           | - AUS: platynowa płyta - ITA: platynowa płyta - UK: platynowa płyta - POL: platynowa płyta | Four for the Floor   |
| 2021                                                      | „Out Out” (oraz Jax Jones, gościnnie: Charli XCX i Saweetie) | 39                          | 20                          | 2                           | 20                          | 11                          | X                           | 88                          | 32                          | 6                           | 1                           | 9                           | - UK: srebrna płyta - POL: platynowa płyta | Another Friday Night |
| 2021                                                      | „I Wish” (gościnnie: Mabel)                                  | –                           | –                           | 23                          | –                           | –                           | X                           | –                           | –                           | 23                          | 8                           | –                           | | Another Friday Night |
| 2022                                                      | „Lionheart (Fearless)” (oraz Tom Grennan)                    |                             |                             |                             |                             |                             | X                           |                             |                             |                             |                             |                             | - POL: złota płyta | Another Friday Night |
| „–” oznacza, że singiel nie był notowany na danej liście. |                                                              |                             |                             |                             |                             |                             |                             |                             |                             |                             |                             |                             | |                      |

### Remiksy
| Tytuł                                                     | Rok  | Artysta                                      |
| --------------------------------------------------------- | ---- | -------------------------------------------- |
| „Trampoline” (Joel Corry Remix)                           | 2019 | Shaed i Zayn                                 |
| „I Don’t Need Love” (Joel Corry Remix)                    | 2019 | Karen Harding i Wh0                          |
| „Next Mistake” (Joel Corry Remix)                         | 2019 | Icona Pop                                    |
| „We Got Love” (Joel Corry Remix)                          | 2019 | Sigala, gościnnie: Elli Henderson            |
| "Buss Down" (Joel Corry Dub)                              | 2019 | Aitch, gościnnie: ZieZie                     |
| „Sad” (Joel Corry Remix)                                  | 2019 | Chico Rose, gościnnie: Afrojack              |
| „You Get What You Give (Music in You)” (Joel Corry Remix) | 2019 | Billy Da Kid, gościnnie: Natalie Grey        |
| „You Get What You Give (Music in You)” (Joel Corry Dub)   | 2019 | Billy Da Kid, gościnnie: Natalie Grey        |
| „Unlovable” (Joel Corry Remix)                            | 2019 | Glowie                                       |
| „Own It” (Joel Corry Remix)                               | 2019 | Stormzy, gościnnie: Ed Sheeran i Burna Boy   |
| „Lonely” (VIP Mix)                                        | 2020 | Joel Corry                                   |
| „New Me” (Joel Corry Remix)                               | 2020 | Ella Eyre                                    |
| „See The Sky” (Joel Corry Remix)                          | 2020 | Anabel Englund                               |
| „Better Off Without You” (Joel Corry Remix)               | 2020 | Becky Hill, gościnnie: Shift K3Y             |
| „Pour The Milk” (Joel Corry Remix)                        | 2020 | Robbie Doherty i Keees                       |
| „Details” (Joel Corry Remix)                              | 2020 | Oliver Heldens, gościnnie: Boy Matthews      |
| „Rover” (Joel Corry Remix)                                | 2020 | S1mba z DTG                                  |
| „Wherever You Are” (Joel Corry Remix)                     | 2020 | Kodaline                                     |
| „Lay Your Head on Me” (Joel Corry Remix)                  | 2020 | Major Lazer, gościnnie: Marcusa Mumforda     |
| „Head & Heart” (VIP Mix)                                  | 2020 | Joel Corry, gościnnie: MNEK                  |
| „Smile” (Joel Corry Remix)                                | 2020 | Katy Perry                                   |
| „Tick Tock” (Joel Corry Remix)                            | 2020 | Clean Bandit oraz Mabel, gościnnie: 24kGoldn |
| „Diamonds” (Joel Corry Remix)                             | 2020 | Sam Smith                                    |
| „Body” (Joel Corry Remix)                                 | 2021 | Megan Thee Stallion                          |